# Inégalité de Le Cam
L’inégalité de Le Cam, due à Lucien Le Cam, précise la rapidité de convergence de la loi de la somme d'un grand nombre de variables de  Bernoulli indépendantes    de petit paramètre vers la loi de Poisson. Sa démonstration, élégante et peu calculatoire, illustre la méthode de couplage popularisée par Wolfgang Döblin.

## Énoncé
Soit {\displaystyle (X_{1,n},X_{2,n},\dots ,X_{a_{n},n})_{n\geq 1}}  un tableau de variables aléatoires de Bernoulli indépendantes, avec paramètres respectifs {\displaystyle p_{k,n}.}  On note
{\displaystyle S_{n}=\sum _{k=1}^{a_{n}}\,X_{k,n}\quad {\text{et}}\quad \lambda _{n}\ =\ \mathbb {E} [S_{n}]=\sum _{k=1}^{a_{n}}\,p_{k,n}.}
Alors
Inégalité de Le Cam — Pour tout ensemble A  d'entiers naturels,
En particulier, Sn  suit approximativement la loi de Poisson   de paramètre λ dès que les deux conditions suivantes sont réunies :
- {\displaystyle \lim _{n}\lambda _{n}\,=\,\lambda >0,\ }
- {\displaystyle \lim _{n}\sum _{k=1}^{a_{n}}\,p_{k,n}^{2}\,=\,0.\ }

En effet, l'inégalité de Le Cam entraine que :

## Conséquence: paradigme de Poisson
Posons
{\displaystyle M_{n}=\max _{1\leq k\leq a_{n}}\,p_{k,n}.}
On a les inégalités :
{\displaystyle M_{n}^{2}\leq \sum _{1\leq k\leq a_{n}}\,p_{k,n}^{2}\leq M_{n}\lambda _{n},\quad {\text{et}}\quad a_{n}\geq \lambda _{n}/M_{n},}
donc les deux conditions {\displaystyle \lim _{n}\lambda _{n}\,=\,\lambda >0,\ } et {\displaystyle \lim _{n}\sum _{k=1}^{a_{n}}\,p_{k,n}^{2}\,=\,0,\ } apparaissant à la section précédente, entrainent que
- {\displaystyle \lim _{n}M_{n}\,=\,0,\ }
- {\displaystyle \lim _{n}a_{n}\,=\,+\infty .\ }

Les deux conditions {\displaystyle \lim _{n}M_{n}\,=\,0\ } et {\displaystyle \lim _{n}a_{n}\,=\,+\infty \ } sont souvent reformulées informellement de la manière suivante :
Paradigme de Poisson —  La somme Sn d'un grand nombre de variables de Bernoulli  indépendantes   de petit paramètre suit approximativement la loi de Poisson de paramètre {\displaystyle \mathbb {E} [S_{n}].}

### Remarques
- Cette propriété  peut rester vraie si l'on relaxe l'hypothèse d'indépendance, comme on le voit dans le cas du nombre de points fixes d'une permutation tirée au hasard. Le paradigme de Poisson a été généralisé dans de nombreuses directions[2].
- Le cas particulier an=n, λn=λ/n de l'inégalité de Le Cam précise la rapidité de convergence de la loi binomiale de paramètres n et λ/n  vers la loi de Poisson  de paramètre λ.

## Démonstration

### Couplage loi de Bernoulli-loi de Poisson
L'idée est d'exhiber une loi de probabilité μp, sur le plan, dont la première marginale est une loi de Bernoulli, la seconde une loi de Poisson, toutes deux d'espérance p, telle que le poids de la première bissectrice soit maximal. En d'autres termes, il s'agit de construire, sur un espace probabilisé bien choisi, deux variables aléatoires réelles X et Y, X suivant la loi de Bernoulli de paramètre p, Y suivant la loi de Poisson de paramètre p, de sorte que {\displaystyle \mathbb {P} (X\neq Y)} soit minimal, ou, du moins, suffisamment petit, μp étant alors la loi jointe du couple (X,Y). Il est clair que
donc que
Dans le cas Poisson-Bernoulli, cette borne est atteinte en utilisant le théorème de la réciproque, de manière à construire X et Y sur l'intervalle ]0,1[  muni de la mesure de Lebesgue. Ainsi
alors que
En ce cas, X et Y coïncident sur les intervalles :
- ]0,1-p[, où les 2 variables valent 0,
- et [e-p,(1+p)e-p[, où les 2 variables valent 1.

Les deux variables diffèrent sur le complémentaire de la réunion de ces deux intervalles, i.e. sur [1-p,1[ \ [e-p,(1+p)e-p[. Ainsi,
et

### Conclusion
On se donne une suite de variables aléatoires indépendantes {\displaystyle (Z_{k,n})_{1\leq k\leq n},} à valeurs dans le plan, telle que la loi de probabilité de chaque terme {\displaystyle Z_{k,n}} de la suite est {\displaystyle \mu _{p_{k,n}}.} On note {\displaystyle X_{k,n}} et {\displaystyle Y_{k,n}} les deux coordonnées de {\displaystyle Z_{k,n},} et on pose
Ainsi :
- les {\displaystyle X_{k,n}} sont indépendantes et suivent des lois de Bernoulli de paramètres {\displaystyle p_{k,n}\ ;}
- leur somme Sn a donc la loi que nous voulons étudier ;
- les {\displaystyle Y_{k,n}} sont indépendantes et suivent des lois de Poisson de paramètres {\displaystyle p_{k,n}\ ;}
- Wn suit la loi de Poisson de paramètre {\displaystyle \lambda _{n}\ =\ \sum _{k=1}^{a_{n}}\,p_{k,n},} étant la somme de variables de Poisson indépendantes de paramètres {\displaystyle p_{k,n}\ ;}
- en particulier, l'approximation proposée pour {\displaystyle \mathbb {P} \left(S_{n}\in A\right)} se trouve être :

- {\displaystyle \mathbb {P} (X_{k,n}\neq Y_{k,n})\ \leq \ p_{k,n}^{2}.}

On a
et, en échangeant le rôle de Wn et celui de Sn ,
Par ailleurs, comme
on en déduit que
Finalement

## À voir